# The Edsels
The Edsels est un groupe américain de doo-wop de la fin des années 1950 et début 1960. Ils sont connus principalement pour leur tube Rama Lama Ding Dong.
Les membres du groupe sont : George 'Wydell' Jones (décédé en 2008), Larry Green, James Reynolds, Harry Green, Marshall Sewell.